# Lega l'amore
Lega l'amore è un album della cantante Giovanna pubblicato dall'etichetta Kicco Music nel 1994.

## Tracce
1. Hava Nagila (Abraham Zevi Idelsohn) (canzone popolare ebraica)
2. Questo amore un po' strano (I. Capotosti, Dario Baldan Bembo)
3. Sorge il sole (James Rado)
4. Vi amo tutti e due (Paolo Limiti, Alberto Anelli)
5. Milano (G. Nocetti)
6. Attimi (G. Nocetti)
7. Viva la lega (G. Nocetti)
8. E penso a te (Mogol, Lucio Battisti)
9. Granada (Agustín Lara)
10. L'istrione (Charles Aznavour)
11. Tutto è scherzo d'amore (G. Nocetti) (duetto con Cecilia Gasdia)